# Edwin Carr (Komponist)

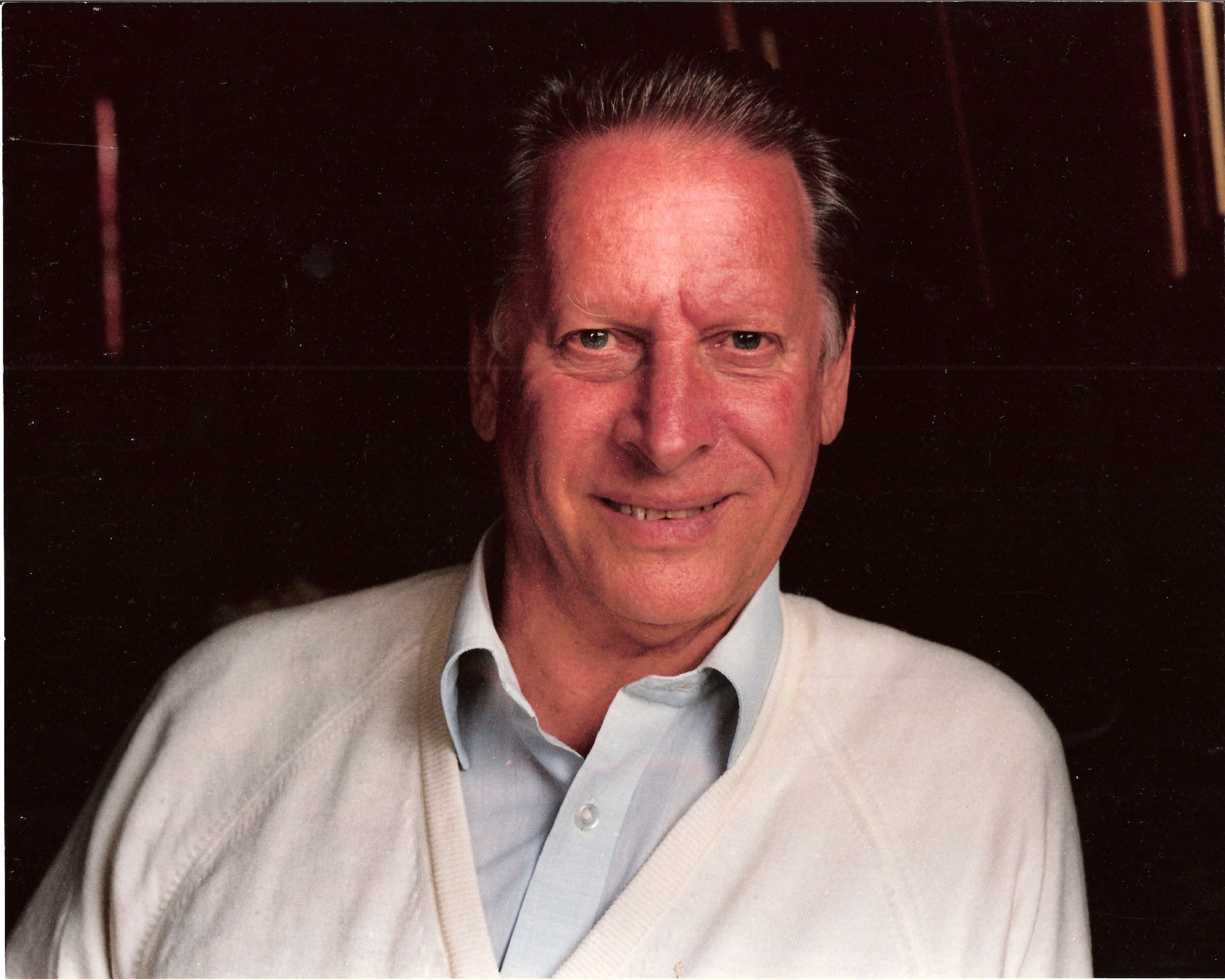
Edwin Carr

Edwin Carr, MNZM (* 10. August 1926 in Auckland City; † 27. März 2003 auf Waiheke Island) war ein neuseeländischer Komponist und Dirigent.

## Biografie
Von 1940 bis 1943 besuchte Edwin Carr die Otago Boy’s High School. Von 1945 bis 1946 studierte er erst an der Otago University, später am Auckland University College, wobei er keinen Abschluss erreichte. 1946 besuchte er die erste Musikschule von Cambridge, dort nahm er Kompositionsunterricht bei Douglas Lilburn. 1948 reiste er nach England, wo er Geoffrey Grey traf. Außerdem arbeitete er in Italien als musikalischer Direktor einer Ballettschule. 1958 reiste er nach Neuseeland zurück, wo er bis 1960 unterrichtete und komponierte. 1977 reiste er nach Australien, wo er am Sydney Conservatorium of Music unterrichtete. 1984 kehrte er als freischaffender Komponist erneut nach Neuseeland zurück. 1991 zog er nach Waiheke Island, wo er weiterhin als Komponist aktiv blieb. Am 27. März 2003 starb er in seinem Haus auf Waiheke Island.

## Werke

### Opern
- Nastasya Oper in 3 Akten, basierend auf dem Roman Der Idiot von Fjodor Dostojewski
- Lord Arthur Savile's Crime Oper in einem Akt und 8 Szenen, basierend auf einer Kurzgeschichte von Oscar Wilde
- The Maze of the Muses (Das Labyrinth der Musen) Kammeroper in einem Akt für drei Stimmen und drei Instrumente

### Sinfonien
- 4 Sinfonien und eine Sinfonietta

### Weitere Orchesterwerke
- 3 Ouverturen „Mardi gras“, „Pacific Festival“und „Gaudeamus“
- Night Music - Scherzo
- Les douze signes pour vents, cuivres, harpes et percussions.
- „The End of the Golden Weather - seascape“
- „The four elements“.
- „Poems“ pour piano et orchestre, basé sur „Katherine Mansfield poems“
- Six études pour orchestre à cordes, „Auckland 71“ pour orchestre et choeur.
- Concerto pour hautbois et orchestre

### Kammermusik
- Deux quatuors à cordes
- Les quatre éléments pour quatre mandolines
- Quatuor de clarinettes
- Œuvre pour basson et piano
- Octuor à vent
- Waiheke : quatuor pour hautbois musette, hautbois, cor anglais et hautbois basse
- Quintette pour piano

### Gesangsmusik
- 3 Shakespeare Songs
- 3 Love Songs
- 5 Chants et Poèmes de Carl Wolkskehl en allemand pour piano et orchestre
- „Eve des Eaux“ - 8 chants en français

### Chorgesang
- 3 Song of Solomon
- Eye of the Wolds
- A Blake Cantata
- An Easter Cantata

### Werke für solo Instrumente
- 3 Sonates pour piano
- 12 „pleasant Pieces“
- 3 livres pour études de concert
- 4 petites études
- Révélation
- 3 „Doves of Peace“
- Les 4 saisons
- 4 Suites pour 2 pianos
- Sonate pour violon seul
- Sonate pour violon et piano
- Aubade pour clarinette et piano
- 4 Etudes pour hautbois d’amour, hautbois et piano
- Sonatine pour piano
- Sonate pour orgue
- Sonate pour deux pianos.
- Valse pour une jeune fille
- Petit concert pour flûte hautbois et basson.
- 3 pièces pour hautbois et orgue